# Cidaria rufescens
Cidaria rufescens är en fjärilsart som beskrevs av Barend J. Lempke 1950. Cidaria rufescens ingår i släktet Cidaria och familjen mätare. Inga underarter finns listade i Catalogue of Life.